# Spargania subdecorata
Spargania subdecorata là một loài bướm đêm trong họ Geometridae.